# STUFF.
STUFF. is een Belgische avant-gardeband die een mix speelt van avant-gardejazz, funk, hiphop en electro.
De band ontstond in 2012 toen drummer Lander Gyselinck door de Gentse bar The White Cat werd gevraagd om tussen sets van dj's live-muziek te brengen, en hij een aantal bevriende muzikanten rond zich verzamelde. Het debuutalbum verscheen in 2015 en datzelfde jaar was de band ook artist in residence in de Ancienne Belgique.
STUFF. speelde onder meer op Gent Jazz, Best Kept Secret en Pukkelpop.
Bij de Music Industry Awards 2017 won STUFF. met Old Dreams New Planets de prijs voor beste artwork.

## Discografie
| Album met hitnotering(en) in de Vlaamse Ultratop 200 albums | Datum van verschijnen | Datum van binnenkomst | Hoogste positie | Aantal weken | Opmerkingen |
| ----------------------------------------------------------- | --------------------- | --------------------- | --------------- | ------------ | ----------- |
| STUFF.                                                      | 2015                  | 21-03-2015            | 45              | 48           |             |
| Old Dreams, New Planets                                     | 2017                  | 06-05-2017            | 2               | 28           |             |
| T(h)reats                                                   | 2021                  | 15-05-2021            | 6               | 1*           |             |